# الشعب الكبير (إب)

تعديل مصدري - تعديل

الشعب الكبير هي إحدى قرى عزلة بني مدسم بمديرية إب التابعة لمحافظة إب، بلغ تعداد سكانها 300 نسمة حسب تعداد اليمن لعام 2004.